# Port lotniczy Peleliu
Port lotniczy Peleliu – port lotniczy położony na wyspie Peleliu (Palau). W latach 1944–1945 używany przez amerykańskie wojska lotnicze.

## Linie lotnicze i połączenia
- Belau Air (Angaur, Koror)